# Phill Lewis
Phillip David „Phill” Lewis (Uganda, 1968. február 14. –) ugandai születésű amerikai színész, humorista és televíziós rendező.
Legismertebb alakítása Marion Moseby a Zack és Cody élete (2005–2008) és a Zack és Cody a fedélzeten (2008–2011) című sorozatokban, illetve 2011-es Zack és Cody egy ikerkísérletben című tévéfilmben. Az Apurablók (2009) című filmben is szerepelt.

## Fiatalkora
1968. február 14-én született Ugandában. Édesapja Delano Lewis amerikai nagykövet. Három testvére van.

## Pályafutása
Első komolyabb szerepe az 1991-es Teech című sorozatban volt. Szerepelt a a 2005 és 2008 között futott Zack és Cody élete és a 2008 és 2011 között futott Zack és Cody a fedélzeten című sorozatokban. Ezenkívül számos Disney sorozatot rendezett.

## Magánélete
1991 decemberében halálra gázolta Isabel Duarte bethesdai lakost. Őrizetbe vették emberölés és ittas vezetés vádja miatt. Az véralkohol szintje a megengedett mérték háromszorosa volt. A bíróság 5 év börtönbüntestére ítélte, ebből négy felfüggesztett volt. A szabadulás után két év próbaidőn volt és 350 órát közmunkázott.
A felesége Megan Benton Lewis és két lányuk van.

## Filmográfia

### Film
| Év   | Magyar cím               | Eredeti cím                 | Szerep                   | Magyar hang      |
| ---- | ------------------------ | --------------------------- | ------------------------ | ---------------- |
| 1989 | Gyilkos játékok          | Heathers                    | Dennis                   | Galambos Péter   |
| 1989 | Agyilag zokni            | How I Got Into College      | Herman                   |                  |
| 1991 | Irány Colorado!          | City Slickers               | Dr. Steven Jessup        | Bolba Tamás      |
| 1991 |                          | Brother Future              | T.J.                     |                  |
| 1992 | Vasmadarak 3.            | Aces: Iron Eagle III        | Tee Vee                  | Breyer Zoltán    |
| 1999 | Fergeteges forgatás      | Bowfinger                   | színész a meghallgatáson |                  |
| 2000 | A nőfaló ufó             | What Planet Are You From?   | orvos                    |                  |
| 2002 | Én, a kém                | I Spy                       | Jerry                    | Schneider Zoltán |
| 2004 | Mindörökké Elvis         | Elvis Has Left the Building | Charlie                  | Láng Balázs      |
| 2004 | Túlélni a karácsonyt     | Surviving Christmas         | Levine, ügyvéd           | Albert Péter     |
| 2005 | Papák a partvonalon      | Kicking & Screaming         | John Ryan                |                  |
| 2008 | Csúnyán szép az élet     | Pretty Ugly People          | Raye                     | Varga Rókus      |
| 2009 | Apurablók                | Dadnapped                   | Maurice Legarche         | Maday Gábor      |
| 2011 | Gazdátlanul Mexikóban 2. | Beverly Hills Chihuahua 2   | McKible bíró             | Király Attila    |

### Televízió

#### Rendező
| Év        | Magyar cím                               | Eredeti cím               | Megjegyzések             |
| --------- | ---------------------------------------- | ------------------------- | ------------------------ |
| 2008–2011 | Zack és Cody a fedélzeten                | The Suite Life on Deck    | 8 epizód                 |
| 2011–2013 | Sok sikert, Charlie!                     | Good Luck Charlie         | 6 epizód                 |
| 2011–2014 | Zsenipalánták                            | A.N.T. Farm               | 5 epizód                 |
| 2011–2015 | Jessie                                   | Jessie                    | 9 epizód                 |
| 2012–2014 | Mike és Molly                            | Mike & Molly              | 27 epizód                |
| 2013      |                                          | The Soul Man              | 2 epizód                 |
| 2013      | Melissa & Joey                           | Melissa & Joey            | 1 epizód                 |
| 2013–2014 | Az élet csajos oldala                    | 2 Broke Girls             | 11 epizód                |
| 2013–2014 |                                          | Sullivan & Son            | 4 epizód                 |
| 2014      | Barátaim jobb élete                      | Friends with Better Lives | 2 epizód                 |
| 2014      | A Miller család                          | The Millers               | 1 epizód                 |
| 2014–2016 | Megdönthetetlen                          | Undateable                | 21 epizód                |
| 2014–2016 |                                          | Young & Hungry            | 6 epizód                 |
| 2015      |                                          | The McCarthys             | 1 epizód                 |
| 2015      | Vérmes négyes                            | Hot in Cleveland          | 1 epizód                 |
| 2015      | K.C., a tinikém                          | K.C. Undercover           | 1 epizód                 |
| 2015–2017 | Furcsa pár                               | The Odd Couple            | 12 epizód                |
| 2016–     | Kikiwaka tábor                           | Bunk’d                    | 7 epizód                 |
| 2016–2017 |                                          | Dr. Ken                   | 10 epizód                |
| 2017      | Jóapátok                                 | Man with a Plan           | 1 epizód                 |
| 2017      | Még mindig Bír-lak                       | Fuller House              | 1 epizód                 |
| 2017–2018 |                                          | Superior Donuts           | 7 epizód                 |
| 2017–2018 |                                          | Marlon                    | 6 epizód                 |
| 2017–2020 | Egyszerre egy nap                        | One Day at a Time         | 19 epizód                |
| 2018      | Alexa & Katie                            | Alexa & Katie             | 1 epizód                 |
| 2018      |                                          | All About The Washingtons | 1 epizód                 |
| 2018      |                                          | Happy Together            | 4 epizód                 |
| 2018–2019 | Aggmenők                                 | The Cool Kids             | 4 epizód                 |
| 2019      | Apa csak egy van                         | Last Man Standing         | 1 epizód                 |
| 2019      |                                          | Abby’s                    | 2 epizód                 |
| 2019      | Mr. Iglesias                             | Mr. Iglesias              | 2 epizód                 |
| 2019      | Kakukkfióka                              | No Good Nick              | 4 epizód                 |
| 2019      |                                          | Carol's Second Act        | 1 epizód                 |
| 2019      | Jószomszédok                             | The Neighborhood          | 2 epizód                 |
| 2019      | Boldog Karácsonyt és Kellemes Ünnepeket! | Merry Happy Whatever      | 2 epizód                 |
| 2020      |                                          | Indebted                  | 7 epizód                 |
| 2020      | Big Show és a családja                   | The Big Show Show         | 3 epizód                 |
| 2020      |                                          | Broke                     | 2 epizód                 |
| 2021      | A látszat néha csal                      | Pretty Smart              | 3 epizód                 |
| 2021      |                                          | B Positive                | 5 epizód                 |
| 2021      |                                          | Head of the Class         | 9 epizód vezető producer |
| 2021–2023 | ICarly                                   | iCarly                    | 12 epizód                |
| 2022      |                                          | How We Roll               | 2 epizód                 |
| 2022–2023 | Agymenő kávézó                           | Call Me Kat               | 8 epizód                 |
| 2022–2023 | Így jártam apátokkal                     | How I Met Your Father     | 3 epizód                 |
| 2022–     | Az igazi Lármás család                   | The Really Loud House     | 2 epizód                 |
| 2022–     |                                          | Lopez vs Lopez            | 7 epizód                 |
| 2023      |                                          | American Auto             | 1 epizód                 |
| 2023      |                                          | Frasier                   | 1 epizód                 |
| 2024      |                                          | Night Court               | 1 epizód                 |
| 2024      |                                          | Extended Family           | 1 epizód                 |

#### Színész
| Év        | Magyar cím                                | Eredeti cím                   | Szerep                            | Megjegyzések                                                         |
| --------- | ----------------------------------------- | ----------------------------- | --------------------------------- | -------------------------------------------------------------------- |
| 1986      | Zsarublues                                | Hill Street Blues             | Parker                            | 1 epizód                                                             |
| 1986      |                                           | 227                           | Ken                               | 1 epizód                                                             |
| 1987–1988 |                                           | The Bronx Zoo                 | Schuyler Tate                     | 2 epizód                                                             |
| 1987      |                                           | Starman                       | J.B.                              | 1 epizód                                                             |
| 1987      |                                           | Amen                          | Marvin                            | 1 epizód                                                             |
| 1987      |                                           | Frank's Place                 | Homer                             | 2 epizód                                                             |
| 1988      |                                           | Sonny Spoon                   | Aaron Fortune                     | 1 epizód                                                             |
| 1988–1989 |                                           | A Different World             | Sam Lee                           | 4 epizód                                                             |
| 1989      |                                           | TV 101                        | Noah Hawkins                      | 1 epizód                                                             |
| 1990      |                                           | Charles in Charge             | Bernie                            | 1 epizód                                                             |
| 1991      |                                           | Teech                         | Teech Gibson                      | főszereplő (12 epizód)                                               |
| 1994      |                                           | Hardball                      | Arnold Nixon                      | főszereplő (9 epizód)                                                |
| 1994      |                                           | Living Single                 | J.T.                              | 1 epizód                                                             |
| 1995      |                                           | Sister, Sister                | Mr. Berry                         | 1 epizód                                                             |
| 1995–1998 |                                           | The Wayans Bros.              | T.C.                              | visszatérő szereplő (20 epizód)                                      |
| 1996      | Egy rém rendes család                     | Married... with Children      | George                            | 1 epizód                                                             |
| 1997–1998 |                                           | Sparks                        | Floyd Pitts nyomozó               | 3 epizód                                                             |
| 1997      |                                           | The Drew Carey Show           | Mike                              | 1 epizód                                                             |
| 1997      |                                           | Over the Top                  | William Brackett                  | 1 epizód                                                             |
| 1998      | Buffy, a vámpírok réme                    | Buffy the Vampire Slayer      | Mr. Platt                         | 1 epizód                                                             |
| 1998      | A kis gézengúz                            | Boy Meets World               | Clifton McNair                    | 2 epizód                                                             |
| 1999      | Ötösfogat                                 | Party of Five                 | Danner nyomozó                    | 1 epizód                                                             |
| 1999      | Chicago Hope kórház                       | Chicago Hope                  | Davis nyomozó                     | 2 epizód                                                             |
| 2000–2001 |                                           | Family Law                    | ügyvéd                            | 3 epizód                                                             |
| 2000      | JAG – Becsületbeli ügyek                  | JAG                           | Scalline tiszthelyettes           | 1 epizód                                                             |
| 2000      | Ally McBeal                               | Ally McBeal                   | Kessler kerületi ügyész           | 1 epizód                                                             |
| 2001–2002 | Lizzie McGuire                            | Lizzie McGuire                | Tweedy igazgató                   | 3 epizód                                                             |
| 2001      | Dharma és Greg                            | Dharma & Greg                 | Mr. Walden                        | 1 epizód                                                             |
| 2001–2006 | Igen, drágám!                             | Yes, Dear                     | Roy Barr                          | visszatérő szereplő (10 epizód)                                      |
| 2002      |                                           | American Bikers               | Tyrell (hangja)                   | 1 epizód                                                             |
| 2003      | Jóbarátok                                 | Friends                       | Steve                             | 3 epizód                                                             |
| 2003      | Isteni sugallat                           | Joan of Arcadia               | God haditengerészeti tiszt        | 1 epizód                                                             |
| 2004      | Pimaszok, avagy kamaszba nem üt a mennykő | 8 Simple Rules                | rendőr                            | 1 epizód                                                             |
| 2005–2008 | Zack és Cody élete                        | The Suite Life of Zack & Cody | Marion Moseby                     | - főszereplő (87 epizód) - magyar hangja:[forrás?] - Szűcs Péter Pál |
| 2005–2009 | Dokik                                     | Scrubs                        | 'Crazy' Hooch                     | 5 epizód                                                             |
| 2005–2023 | Amerikai fater                            | American Dad!                 | Duper (hangja)                    | 8 epizód                                                             |
| 2006      |                                           | That’s So Raven               | Marion Moseby                     | 1 epizód                                                             |
| 2007      | Testvérek                                 | Brothers & Sisters            | Dr. Peter Edwards                 | 1 epizód                                                             |
| 2007      | Így jártam anyátokkal                     | How I Met Your Mother         | hitelügyintéző                    | 1 epizód ("Beboszetesza")                                            |
| 2008–2011 | Zack és Cody a fedélzeten                 | The Suite Life on Deck        | Marion Moseby                     | - főszereplő (73 epizód) - magyar hangja:[forrás?] - Szűcs Péter Pál |
| 2009      | Varázslók a Waverly helyből               | Wizards of Waverly Place      | Marion Moseby                     | 1 epizód                                                             |
| 2009      | Hannah Montana                            | Hannah Montana                | Marion Moseby                     | 1 epizód                                                             |
| 2009–2012 | Oso különleges ügynök                     | Special Agent Oso             | Wolfie különleges ügynök (hangja) | főszereplő (22 epizód)                                               |
| 2010      | Benne vagyok a bandában                   | I'm in the Band               | Marion Moseby                     | 1 epizód                                                             |
| 2010      | The Big C – A nagy C                      | The Big C                     | medencés férfi                    | 2 epizód                                                             |
| 2010      | Phineas és Ferb                           | Phineas and Ferb              | Hawaii szállodaigazgató (hangja)  | 1 epizód                                                             |
| 2011      | Zack és Cody egy ikerkísérletben          | The Suite Life Movie          | Marion Moseby                     | - tévéfilm - magyar hangja:[forrás?] - Láng Balázs - Háda János      |
| 2011      | Nevelésből elégséges                      | Raising Hope                  | Donovan                           | 2 epizód                                                             |
| 2011      | Sok sikert, Charlie!                      | Good Luck Charlie             | Johnny apja                       | 1 epizód                                                             |
| 2015      | Jessie                                    | Jessie                        | Marion Moseby                     | - 1 epizód - magyar hangja:[forrás?] - Szűcs Péter Pál               |
| 2015      |                                           | Your Family or Mine           | díjat átadó személy               | 1 epizód                                                             |
| 2015      | Nicky, Ricky, Dicky és Dawn               | Nicky, Ricky, Dicky & Dawn    | polgármester                      | 1 epizód                                                             |
| 2015      | Megdönthetetlen                           | Undateable                    | Lewis bíró                        | 1 epizód                                                             |
| 2016      |                                           | Angel from Hell               | Walt                              | 2 epizód                                                             |
| 2020      | Haver gyógyító ereje                      | The Healing Powers of Dude    | Reginald (hangja)                 | 1 epizód                                                             |
| 2023      | Az igazi Lármás család                    | The Really Loud House         | Mr. Rickshaw                      | 1 epizód                                                             |